# Paraguayische Volksarmee
Die Paraguayische Volksarmee (Spanisch: Ejército del Pueblo Paraguayo, EPP) ist eine Guerillabewegung, die seit ihrer Gründung im März 2008 in Paraguay durch bewaffnete Übergriffe, Bombenanschläge und Entführungen bekannt geworden ist. 
Die EPP bezeichnet sich selbst als marxistisch-leninistisch. Sie soll aus der linken Partei Patria Libre hervorgegangen sein und vor allem im Norden des Landes operieren. Der Großteil der gewaltsamen Übergriffe durch Mitglieder der EPP kommt im Departamento Concepción sowie in den benachbarten Departamentos Canindeyú und San Pedro vor.  Es wird angenommen, dass die EPP rund 50 Mitglieder hat.

## Ursprünge
Die EPP wurde offiziell am 1. März 2008 gegründet. Ihre Ursprünge reichen jedoch weit in die Vergangenheit zurück. 
Nachdem die Militärdiktatur von General Alfredo Stroessner (1953 – 1989) im Jahre 1989 gestürzt wurde, kam es in Paraguay zu einem demokratischen Wandel – die Zensur der Medien wurde aufgehoben und Anfang der 1990er Jahre die demokratische Verfassung verkündet. 
Nach dem Zusammenbruch der Diktatur im Jahre 1990 studierte Alcide Oviedo Brítez, der später Führer der EPP werden sollte, Theologie an der Katholischen Universität von Asunción. Hier traf er 1992 den linksorientierten Juan Arrom Suhurt, Gründer der linkspolitischen Partei Moviemiento Patria Libre (MPL). Oviedo Brítez wurde 1992 schließlich aus dem Theologiestudium ausgeschlossen und begann sich zunehmend für die Revolution zu interessieren. Zusammen mit seiner Ehefrau Carmen Villalba und Juan Arrom Suhurt bildete er schließlich den Kern einer linksradikalen Zelle, die sich zur EPP entwickelte.

## Ideologie
Alcide Oviedo Brítez legte die Ideologie der EPP in einem 150-seitigen Buch dar, das er während eines Gefängnisaufenthaltes schrieb. In dem Buch beschreibt er als Ziel der EPP die „Francistische Revolution des 21. Jahrhunderts“, angelehnt an den Diktator José Rodríguez de Francia, der Paraguay von 1814 bis 1840 regierte. Die EPP will das „bürgerlich-liberale parlamentarische System“ durch ein „Regime der Volkskongresse“ ersetzen.
So heißt es im politischen Programm der EPP: „Der Francismo des 21. Jahrhunderts ist nicht der Demokratie der Reichen verpflichtet. Im Gegenteil, er will sie zerstören und an ihrer Stelle eine revolutionäre, ernste und kämpferische Demokratie des Volkes aufbauen.“

## Konflikte
Seit ihrer Gründung im Jahr 2008 hat die EPP mehr als 85 Fälle von Sachbeschädigung zu verantworten, und ihre Aktionen haben über 50 Menschenleben gefordert. Die Organisation ist seit ihrer Gründung stark gewachsen und tritt zunehmend aggressiver auf. 
Im Jahr 2015 wurde ein deutsches Ehepaar von den Guerilla-Kämpfern im Distrikt Yby Yaú entführt und getötet. Die beiden hatten zuvor rund 30 Jahre in Paraguay gelebt und dort eine Farm besessen.
Auch im Jahr 2017 hielt der Konflikt zwischen Bauernorganisationen, der EPP, indigenen Bevölkerungsgruppen und Landlosen auf der einen Seite und der paraguayischen Regierung auf der anderen Seite an. Die Bauernorganisationen und Landlosen forderten umfängliche landwirtschaftliche, soziale und politische Reformen. So kam es 2017 zu zahlreichen Protesten in der Hauptstadt Asunción und in anderen Landesteilen. Dabei kam es bei Ausschreitungen zwischen Protestierenden und der Polizei zum Tod eines Protestierers und zu rund dreißig Verletzten. Der paraguayischen Präsident Horacio Cartes verkündete anschließend, dass er nicht für eine zweite Amtszeit kandidieren würde. Während des Jahres 2017 waren die Übergriffe der EPP weniger heftig als im Vorjahr.
Am 25. Februar 2017 ließ die EPP eine Geisel frei, nachdem deren Familie die Forderungen der EPP erfüllt hatte. Die Forderungen bezogen sich auf die Verteilung von Nahrungsmitteln an indigene Gemeinschaften in Río Verde im Departamento San Pedro. Am 26. April kam es zu einem Überfall durch die EPP auf einen Sicherheitsbeamten auf einer Farm bei Arroyito im Departamento Concepción. Die Mitglieder der EPP hinterließen eine CD, auf der sie den Einsatz von Sicherheitspersonal auf Farmen und den Anbau von Soja verurteilten. Am 29. Mai entließ Präsident Cartes den Leiter der Joint Task Force, einer Militäreinheit, die gegen die Aktivitäten der EPP eingesetzt wird, und ernannte mit Héctor Alcides Grau deren siebten Kommandeur innerhalb von vier Jahren. Zwischen dem 21. August und dem 1. September entführten die EPP-Mitglieder zwei Bauern im Departement San Pedro. Am Ende des Jahres hielt die Gruppe fünf Menschen als Geiseln fest.

## Einordnung
Die Gründung der EPP im Jahr 2008 kann als Teil einer generellen Sozialismus-Bewegung gesehen werden, die in den 2000er Jahren weite Teile Lateinamerikas erfasste: Angefangen mit Hugo Chávez in Venezuela, der 1998 die Präsidentschaftswahlen in Venezuela gewann und in der „Bolivarischen Revolution“ gegen die USA und den westlichen Kapitalismus hetzte. Vor allem in Südamerika regierten in den darauffolgenden Jahren immer mehr Sozialisten, was auch zu wirtschaftlichem Wachstum führte. So gewannen linke Parteien in Ländern wie Brasilien, Bolivien und Argentinien Mehrheiten in den Parlaments- und Präsidentschaftswahlen. Seit 2013 nimmt die Zustimmung innerhalb der Bevölkerung Südamerikas zu linken Parteien kontinuierlich ab.
Der Konflikt der EPP sowie der Bauernorganisation im Jahr 2017 wird vom Konfliktforschungsinstitut der Universität Heidelberg mit der Konfliktstufe 3 beurteilt.  Das Konfliktforschungsinstitut unterscheidet zwischen fünf Intensitätsstufen: Stufe 1 bezeichnet einen politischen Konflikt, der als Disput eingestuft wird, Stufe 2 einen politischen Konflikt, der als gewaltlose Krise eingestuft wird, Stufe 3 einen politischen Konflikt, der als gewaltsame Krise eingestuft wird, Stufe 4 einen politischen Konflikt, der als begrenzter Krieg eingestuft wird und Stufe 5 einen politischen Konflikt, der als Krieg eingestuft wird.
Ein politischer Konflikt wird als gewaltsame Krise (Stufe 3) eingestuft, wenn in diesem physische Gewalt gegen Personen – oder gegen Sachen, falls damit die physische Verletzung von Personen billigend in Kauf genommen wird – durch mindestens einen der Akteure sporadisch angewandt wird.